# Glenea buruana
Glenea buruana är en skalbaggsart som beskrevs av Stefan von Breuning 1958. Glenea buruana ingår i släktet Glenea och familjen långhorningar. Inga underarter finns listade i Catalogue of Life.